# Backes (Kahl am Main)

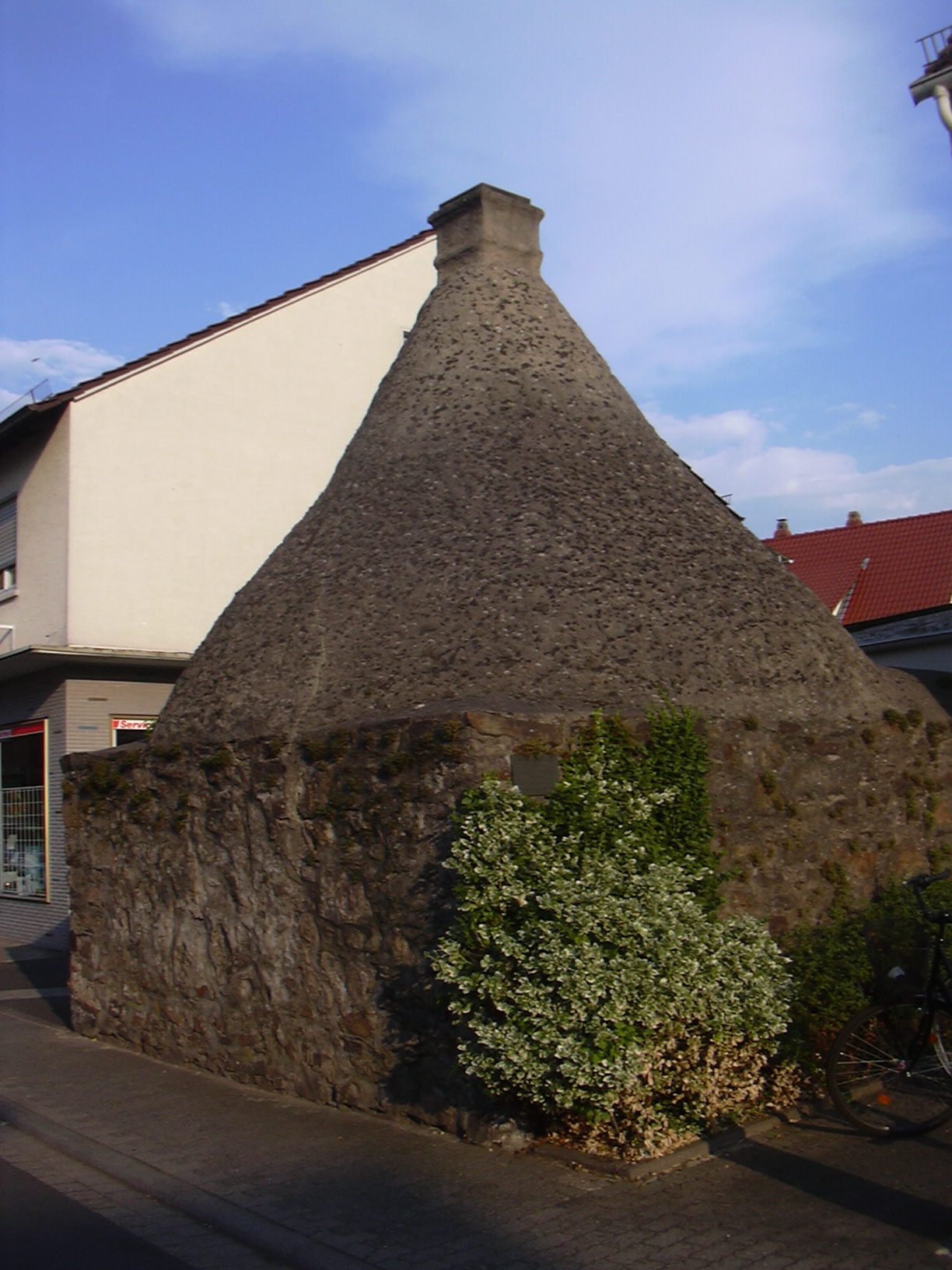
Der Kahler Backes

Der Backes ist ein ehemaliges öffentliches Backhaus in der unterfränkischen Gemeinde Kahl am Main.
Es wurde im 18. Jahrhundert an der Hauptstraße des Ortes errichtet. Bis 1937 wurde darin noch Brot gebacken. Auffällig ist das Pyramidendach des Hauses. Es ist in die Bayerische Denkmalliste eingetragen.